# 载人空间飞行国际日
载人空间飞行国际日（英語：International Day of Human Space Flight）或称国际载人航天日，即每年的公历4月12日，是联合国大会设立的一个国际日。
。

## 历史
1961年4月12日莫斯科时间上午9时零7分，年僅27歲蘇聯空軍飛行員尤裏·阿列克謝耶維奇·加加林乘坐東方一號宇宙飞船从拜科努尔航天发射场起飞，在远地点301公里的轨道上绕地球飞行了1小时48分钟并安全返回，完成了世界上首次载人航天飞行，实现了人类进入太空的梦想。在加加林的飞行五十周年之际，2011年4月7日，第65届联合国大会通过第A/RES/65/271号决议，宣布4月12日为载人空间飞行国际日。
宣布4月12日为载人空间飞行国际日，以每年在国际一级庆祝人类空间时代的开始，同时重申空间科学和技术在实现可持续发展目标，增加国家和人民福祉，并确保实现其为和平目的维护外层空间的愿望方面所作重要贡献。
 — 联合国大会第A/RES/65/271号决议（部分）
此前，4月12日也是俄罗斯等国的“宇航日”，国际非政府组织航天一代咨询理事会也在这一天举办尤里之夜庆祝活动。

## 庆祝活动
- 2011年，联合国总部举行了图片展览，展示了一些首次载人航天飞行的珍贵历史照片[2]。国际空间站上的宇航员则放飞一颗以加加林飞行时的呼号“雪松”命名的微卫星，它将用15种语言广播庆祝载人航天50周年的贺词和一些历史录音[3]。